# (36133) 1999 RJ159
1999 RJ159 (asteroide 36133) é um asteroide da cintura principal. Possui uma excentricidade de 0.00999530 e uma inclinação de 3.43507º.
Este asteroide foi descoberto no dia 9 de setembro de 1999 por LINEAR em Socorro.